# Болница Еролд
Болница Еролд (фр. Hôpital Hérold) једна је од бивших дечијих болница Париз, која је функционисала од 1892— 1988. године када је пресељена у нову париску дечију болницу „Робер Дебре”.

## Положај
Болница Еролд се налази на тргу Рајна и Дунав (фр.Place Rhin et Danube) у 19. арондисману Париза.

## Назив
До 1893. године, ова болница била је била позната као „Резервна болница” па затим као  „Болница на Дунавском тргу”, да би ово задање опште медицине коначно 1893. године добил  назив „Херолдова болница”, по имену Фердинанда Еролда (Ferdinand Hérold (1828-1882) (сина чувеног оперског композитора Фердинанда Еролда (1791-1833), француског политичара рођеног у Паризу, правника од 1854. до 1871. у Државном савету, генералног секретара Министарства правде 1871. године, затим привременог министра унутрашњих послова од априла 1871. до августа 1872. године и префекта Сене од јануара 1879. до своје смрти 1. јануара 1882.

## Историја
Предуслови
У време велике епидемије колере која је владала Фрнцуском 1792. године управа Париза је на земљи Дунавског трга поставила дрвене бараке за болесне. Када је опасност прошла, одлучено је да се установа привремено задржи као резервна болница за опште болести како би се растерети друге болнице у Паризу.
Оснивање дечије болнице
Оснивање ове установе започело је у 1885. када је организација Assistance publique  купила земљу на Дунавском тргу у 19. арондисману Париза. На овом земљишту требало је да се изгради дечија болницу, која ће 1895. године постати једна од три нове дечије болнице у Паризу, способна да наставе рад у напуштеној болничкој установи (дрвеним баракама иу времена епидемије колере). hôpital Trousseau 1895. године.
Године 1900. болница се преселила на Дунавски трг у 19. арондисману, у привремену зграду изграђену 1892. године са 100 кревета за смешај одраслих особа оболелих од колере.
Рад у ноовосаграђеној болници
Године 1902. године привремене болничка бараке су порушена и приступило се отварање нових павиљона. Болницу је према систему изолованих павиљона пројектовао архитекта Лебрун. Отворен је 1904. године, а име је добила по париском префекту Сене: Еролду. Три године касније, насилна епидемија шарлахне грознице изискивала је отварање посебног одељења намењеног лечењу ове болести, а 1936. године формиран је центар за профилаксу у коме су лечени случајеви морбила, шарлаха, заушњака, полиомијелитиса и пертусиса.
Ова установа (која је у том раздобљу  била најмања дечија болница у Паризу), имала је 224 кревета. Болница је годишњи примала између 3.000 и 4.000 болесника, и остварила преко 64.000 дана хоспитализације.
Болница Еролд пружала је драгоцене медицинске услуге болесној деци у овом овом пренасељеном и сиромашном делу источног Париза све док није затворена 1988. године.
Знаменити лекари болнице и њихов допринос медицини
Многе личности из медицинског света изучавале су медицину у болници Еролд па су тако у болници:
- 1947. године - два лекара  Marcel Bessis и Jean Bernard,[6] успели да добију прву ремисију код болесника са акутном леукемијом.
- 1970. године - Henri Lestradet (први директор јединице 83. под називом „Јединица за дечији дијабетес и исхрану“), са сарадницима открио и описао дијабетес типа 1, као облик шећерне болести изазване недостатком секреције инсулина.
- 1981. године - Jehan-François Desjeux учествовао у откривању и успостављању оралне рехидратационе терапије, намењене за лечење дехидрације изазване проливом.[7]

Престанак рада
Током 1988. године болница Еролд пресељена је у нову болницу Робер Дебре, а на месту на коме се она налазила изграђене су средња техничка школу, средња школу Дидеро и пробијена нова улица — фр. Rue Francis-Ponge.